# Ункор (посёлок)
У́нкор — посёлок в Богородском районе Нижегородской области.

## География
Находится на расстоянии приблизительно 23 км на юго-восток от районного центра города Богородск, прилегая к железнодорожной станции Зимёнки.

## История
До апреля 2020 года входил в состав Каменского сельсовета.

## Население
Постоянное население составляло 8 человек (русские 100 %) в 2002 году, 11 — в 2010.